# Chthonius italicus
Espèce
Chthonius italicus est une espèce de pseudoscorpions de la famille des Chthoniidae.

## Distribution
Cette espèce est endémique du Piémont en Italie. Elle se rencontre dans une grotte à Chiusa di Pesio.

## Description
Le mâle holotype mesure 2,0 mm.

## Étymologie
Son nom d'espèce lui a été donné en référence au lieu de sa découverte, l'Italie.

## Publication originale
- Beier, 1930 : Neue Höhlenformen der Gattung Chthonius (Pseudoscorp.). Annali del Museo Civico di Storia Naturale di Genova, vol. 55, p. 71-74 (texte intégral).